# 紀元前83年
紀元前83年（きげんぜん83ねん）は、ローマ暦の年である。

## 他の紀年法
- 干支 : 戊戌
- 日本
  - 崇神天皇15年
  - 皇紀578年
- 中国
  - 前漢 : 始元4年
- 朝鮮
  - 檀紀2251年
- 仏滅紀元 : 462年
- ユダヤ暦 : 3678年 - 3679年

## できごと

### ローマ
- 執政官 - ルキウス・コルネリウス・スキピオ・アシアティクスとガイウス・ノルバヌス
- ルキウス・コルネリウス・スッラがティファタ山の戦いでガイウス・ノルバヌスを破り、ギリシア遠征からイタリアに帰還した。
- アシア属州総督のルキウス・リキニウス・ムレナは、第二次ミトリダテス戦争でポントスのミトリダテス6世と交戦した。
- 火事によりユピテル・オプティムス・マキシムス、ユーノー、ミネルウァ神殿が全焼し、『シビュラの書』のコレクションも失われた。

## 誕生
- マルクス・アントニウス：ローマの政治家（紀元前30年没）
- ユリア：ガイウス・ユリウス・カエサルの娘（紀元前54年没）